# Парасолька і автомобіль
«Парасолька і автомобіль» (рос. Парасолька и автомобиль) — радянський анімаційний фільм 1975 року Творчого об'єднання художньої мультиплікації студії Київнаукфільм, режисер — Цезар Оршанський.

## Сюжет
Одного разу Парасолька купив автомобіль та заправив його вином. Як на це відреагувала автівка? Третій мультфільм серії.

## Над фільмом працювали
- Автор сценарію: Михайло Татарський;
- Режисер: Цезар Оршанський;
- Художник-постановник: Галина Бабенко;
- Оператор: Анатолій Гаврилов;
- Композитор: Лев Колодуб;
- Звукорежисер: Ігор Погон;
- Мультиплікатори: Олександр Вікен, Наталя Марченкова, Михайло Титов, Ніна Чурилова, С. Березовська, Євген Сивокінь;
- Асистенти: А. Тищенко, Н. Горбунова, О. Деряжна, Ірина Сергєєва;
- Редактор: Володимир Гайдай;
- Директор картини: Іван Мазепа.